# Marija Gimbutas
 Marija Gimbutas  (latvijsko Marija Gimbutienė)  23. januar, 1921 – 2. februar, 1994), litvanska arheologinja, * 23. januar 1921, Vilna † 2. februar 1994, Los Angeles, ZDA
Gimbutas je znana po raziskavah neolitika in bronaste dobe, tako imenovane »Stare Evrope«, in zaradi široko sprejete kurganske hipoteze, ki je postavila indoevropsko pradomovino na obale Črnega morja in Kaspijskega jezera. Gimbutasova je menila, da neolitska najdišča v Litvi in drugje po Evropi kažejo sledove predindoevropske družbe, ki ni bila ne patriarhalna, ne matriarhalna, čeprav je kasneje v nekaterih znanstvenih člankih trdila, da je bila matriarhalna.

## Zgodnje življenje
Marija Gimbutas je bila rojena kot Marija Birutė Alseikaitė v Vilni, Litvi. Njeni starši so bili del litvanske intelektualne elite. Njena mati Veronika Janulaitytė-Alseikienė je dosegla leta 1908 doktorat iz fizike na Univerzi v Berlinu in je bila prva ženska z doktoratom fizike v Litvi, njen oče Danielius Alseika pa je imel diplomo iz medicine na Univerzi Tartu leta 1910. Po ruski revoluciji 1917 so starši Marije Gimbutas ustanovili prvo litvansko bolnišnico v prestolnici. V tem času je njen oče delal tudi kot izdajalec pri časopisu Vilniaus Žodis in kulturni reviji Vilniaus Šviesa in je bil glasen zagovornik litvanske neodvisnosti med vojno proti Poljski. Marijini starši so cenili litvansko tradicionalno kulturo in so redno vabili domov pisatelje, glasbenike in publiciste, kot so Vydūnas, Juozas Tumas-Vaižgantas, in Jonas Basanavičius. Leta 1931 je se Gimbutasova s starši naselila v Kaunasu, trenutni prestolnici Litve, kjer je nadaljevala študij. Ko so se njeni starši tega leta ločili, je živela z materjo in bratom Vytautasom v Kaunasu. Pet let kasneje je njen oče nenadoma umrl. Po njegovi smrt se je Gimbutasova odločila postati znanstvenica.
Naslednja leta je sodelovala v etnografskih raziskavah, kjer so zbirali tradicionalno folkloro, poleg tega pa je študirala litvanska verovanja in rutualne ob smrti. Končala je Aušra Gymnasium v  Kaunasu leta 1938 in vstopila istega leta na Vytautas Magnus University, kjer je študirala jezike na Oddelku za filologijo. Kasneje je študirala na Univerzi v Vilni arehologijo, lingvistiko, etnologijo, folkloro in literaturo. Leta 1941 se je poročila z arhitektom Jurgisem Gimbutasom. Naslednje leto je končala magisterij na temo Načini pokopavanja v Litvi v železni dobi. Magisterij je dobila na Univerzi v Litvi leta 1942. 
Med drugo svetovno vojn je Gimbutasova živela pod sovjetsko in nacistično okupacijo (med 1940 in 1941 in med 1941-1943). Leto po rojstvu njune prve hčere Danutė v juniju 1942 je družina pobegnila pred Sovjetsko ponovno okupacijo. Najprej so odšli na Dunaj in nato v Innsbruck na Bavarskem. Leta 1946 je Gimbutasova dosegla doktorat iz arheologije na Univerzi v Tübingenu z disertacijo Predzgodovinski pokopi v Litvi, ki je bila leto kasneje objavljena. Med postdoktorskemu študiju je rodila drugo hčer Živilė. Podiplomsko je delala na Univerzi Heidelbert in na Univerzi Munich v letih 1947−1949. Leta 1949 je Gimbutasova družina zapustila Nemčijo in se preselila v Združene države. 

## Poklicna pot
Po prihodu v Zdržene države je delala kot prevajalka vzhodnoevropskih arheoloških besedil na Univerzi Harvard. Kasneje je postala lektorica na Oddelku za Antropologijo. Njena tretja hčer Rasa Julija se je rodila leta 1954 v Bostonu. Leta 1956 Gimbutasova predstavi kurgansko hipotezo, kjer predstavi problem pokopov skupaj z jezikoslovnim vprašanjem pri vprašanju proto Indoevropejcev (PIE), ki jim je nadela ime Kurgani. Njena hipoteza je imela velik vpliv na študije Indoevropejcev. 
V petdesetih in šestdesetih letih dvajsetega stoletja je Gimbutasova zaslovela kot svetono znana specialistka za indoevropsko bronasto dobo, kot tudi za litvansko ljudsko umetnost in predzgodovini Baltov in Slovanov. Najbolj znano delo tega časa je Bronze Age Cultures of Central and Eastern Europe (1965).  V svojem delu je reinterpretirala evropsko predzgodovino na podlagi njenega znanja iz lingvistike, etnologije in zgodovine religij ter izzvala tradicionalne poglede na evropsko civilizacijo. 
Kot profesor Evropske arheologije in indoevropskih študij na UCLA med 1963 in 1989, je Gimbutasova vodila velika izkopavanja na  neolitskih, najdiščih med 1967 in 1980. Nekatera izkopavanj so bila poleg Štip v Makedoniji in Sitagroju in Achilleion in Thessaliju v  Grčiji. 
Gimbutasova je postala znana v angleško govorečem svetu po njenih zadnjih treh knjigah The Goddesses and Gods of Old Europe (1974); The Language of the Goddess (1989), ki je bila napisana po navdihu nad izkopavanju v Wiesbadenu ned 1993-4 in zadnjo knjigo The Civilization of the Goddess (1991), ki temelji na njenih terenskih delih po Evropi. 
Knjiga The Civilization of the Goddess govori o razlik med “Staro Evropo” (tj. Pred Indoevropsko Evropo), ki jo je Gimbutasova interpretirala drugače od “nove Evrope” in sicer, da je bila v središču boginja in ženska ter zato bila družba mirna. Na drugi strani so “kurganski” ljudje osvojili Evropo, kjer je bila hierarhija in vladavina moških bojevnikov. 
Gimbutasovo delo je skupaj z njenim kolegom, mitologom  Josephom Campbellom, shranjeno v OPUS Archives and Research Center. Knjižnica vsebuje Gimbutasovo zbirko na temo arheologije, mitologije, folklore in lingvistike. Njen arhiv vsebuje 12.000 slik svetih predmetov, ki jih je sama naredila in raziskovalno datoteko Neolitskih kultur “stare Evrope”. 

## Smrt
Leta 1993 je Marija Gimbutas prejela častni doktorat na Vytautas Magnus University v Kaunasu v Litvi. 2. Febtuarja 1994 je Gimbutasova umrla v Los Angelesu v starosti 73 let. Prepeljana je bila v rodni Kaunas na Petrašiūnasko pokopališče. 

## Vpliv
Gimbutasove teorije so bile široko sprejete med  neopogani. Sama je bila članica litvanske rodnoverske skupnosti Romuva.
Leta 2004 sta režiserka Donna Read in neopoganski avtor in aktivist Starhawk posnela dokumentarni film o življenju in delu Gimbutasove »Signs Out of Time«. 

## Ocena
Joseph Campbell in Ashley Montagu sta primerjala vpliv Marije Gimbutas z zgodovinskim vplivom Rosette Stone v dešifriranju egipčanskih hieroglifov. Campbell je napisal tudi uvod v novo izdajo Gimbutasove knjige The Language of the Goddess (1989) preden je umrl in je pogosto poudarjal pomen njenih raziskav neolitskih kultur in obžaloval, da ni bila knjiga objavljena prej, preden je sam napisal The Masks of God. 
Anthropolog Bernard Wailes (1934–2012) je trdil, da Gimbutasova ni dovolj dobro kritično analizirala virov in očital ji je pomanjkanje argumentov. Menil je, da večina arheolog meni, da je bila samovšečna. 
Očitali so ji tudi, da kurganska Evropa ni bila miroljubna, temveč je imela orožje že dolgo pred vdorom indoevropejcev. 

### Monografije
- Gimbutas, Marija (1946). Die Bestattung in Litauen in der vorgeschichtlichen Zeit. Tübingen: H. Laupp.
- Gimbutas, Marija (1956). The Prehistory of Eastern Europe. Part I: Mesolithic, Neolithic and Copper Age Cultures in Russia and the Baltic Area. American School of Prehistoric Research, Harvard University Bulletin No. 20. Cambridge, MA: Peabody Museum.
- Gimbutas, Marija (1958). Ancient symbolism in Lithuanian folk art. Philadelphia: American Folklore Society, Memoirs of the American Folklore Society 49.
- Gimbutas, Marija (1963). The Balts. London : Thames and Hudson, Ancient peoples and places 33.
- Gimbutas, Marija (1965).  Bronze Age cultures in Central and Eastern Europe. The Hague/London: Mouton.
- Gimbutas, Marija (1971). The Slavs. London : Thames and Hudson, Ancient peoples and places 74.
- Gimbutas, Marija (1974). The Gods and Goddesses of Old Europe, 7000 to 3500 BC: Myths, Legends and Cult Images. London: Thames and Hudson.
- Gimbutienė, Marija (1985). Baltai priešistoriniais laikais : etnogenezė, materialinė kultūra ir mitologija. Vilnius: Mokslas.
- Gimbutas, Marija (1989). The Language of the Goddess: Unearthing the Hidden Symbols of Western Civilization. San Francisco: Harper & Row.
- Gimbutas, Marija (1991). The Civilization of the Goddess: The World of Old Europe. San Francisco: Harper.
- Gimbutas, Marija (1992). Die Ethnogenese der europäischen Indogermanen. Innsbruck: Institut für Sprachwissenschaft der Universität Innsbruck, Innsbrucker Beiträge zur Sprachwissenschaft, Vorträge und kleinere Schriften 54.
- Gimbutas, Marija (1994). Das Ende Alteuropas. Der Einfall von Steppennomaden aus Südrussland und die Indogermanisierung Mitteleuropas. Innsbruck: Institut für Sprachwissenschaft.
- Gimbutas, Marija, edited and supplemented by Miriam Robbins Dexter (1999) The Living Goddesses.  Berkeley/Los Angeles: University of California Press.

### Urejeni zvezki
- Gimbutas, Marija (ed.) (1974). Obre, Neolithic Sites in Bosnia. Sarajevo: A. Archaeologic.
- Gimbutas, Marija (ed.) (1976). Neolithic Macedonia as reflected by excavation at Anza, southeast Yugoslavia. Los Angeles: Institute of Archaeology, University of California, Monumenta archaeologica 1.
- Renfrew, Colin, Marija Gimbutas and Ernestine S. Elster (1986). Excavations at Sitagroi,  a prehistoric village in northeast Greece. Vol. 1. Los Angeles : Institute of Archaeology, University of California, Monumenta archaeologica 13.
- Gimbutas, Marija, Shan Winn and Daniel Shimabuku (1989). Achilleion: a Neolithic settlement in Thessaly, Greece, 6400-5600 B.C. Los Angeles: Institute of Archaeology, University of California, Los Angeles. Monumenta archaeologica 14.

### Članki
- 1960: "Culture Change in Europe at the Start of the Second Millennium B.C. A Contribution to the Indo-European Problem", Selected Papers of the Fifth International Congress of Anthropological and Ethnological Sciences. Philadelphia, September 1-9, 1956, ed. A.F.C. Wallace. Philadelphia: University of Philadelphia Press, 1960, pp. 540-552.
- 1961: "Notes on the chronology and expansion of the Pit-grave culture", L’Europe à la fin de l’Age de la pierre, eds., J. Bohm & S. J. De Laet. Prague: Czechoslovak Academy of Sciences, 1961, pp. 193-200.
- 1963: "The Indo-Europeans, archaeological problems", American Anthropologist 65 (1963): 815-836.
- 1970: "Proto-Indo-European Culture: The Kurgan Culture during the Fifth, Fourth, and Third Millennia B.C.", Indo-European and Indo-Europeans. Papers Presented at the Third Indo-European Conference at the University of Pennsylvania, ed. George Cardona, Henry M. Hoenigswald & Alfred Senn. Philadelphia: University of Pennsylvania Press, 1970, pp. 155-197.
- 1973: "Old Europe c. 7000–3500 BC: The Earliest European Civilization Before the Infiltration of the Indo-European Peoples", Journal of Indo-European Studies (JIES) 1 (1973): 1–21.
- 1977: "The First Wave of Eurasian Steppe Pastoralists into Copper Age Europe", JIES 5 (1977): 277-338.
- "Gold Treasure at Varna", Archaeology 30, 1 (1977): 44-51.
- 1979: "The Three Waves of Kurgan People into Old Europe, 4500-2500 BC", Archives suisses d’anthropologie genérale. 43-2 (1979): 113-137.
- 1980: "The Kurgan wave #2 (c.3400-3200 BC) into Europe and the following transformation of culture", JIES 8 (1980): 273-315.
- "The Temples of Old Europe", Archaeology 33-6 (1980): 41-50.
- 1982: "Old Europe in the Fifth Millennium B.C.: The European Situation on the Arrival of Indo-Europeans", The Indo-Europeans in the Fourth and Third Millennia BC, ed. Edgar C. Polomé. Ann Arbor: Karoma Publishers, 1982, pp. 1-60.
- "Women and Culture in Goddess-oriented Old Europe", The Politics of Women’s Spirituality, ed. Charlene Spretnak. New York: Doubleday, 1982, pp. 22-31.
- "Vulvas, Breasts, and Buttocks of the Goddess Creatress: Commentary on the Origins of Art", The Shape of the Past: Studies in Honor of Franklin D. Murphy, eds. Giorgio Buccellati & Charles Speroni. Los Angeles: UCLA Institute of Archaeology, 1982.
- 1985: "Primary and Secondary Homeland of the Indo-Europeans: Comments on Gamkrelidze-Ivanov Articles", JIES 13:1-2 (1985): 185-202.
- 1986: "Kurgan Culture and the Horse", critique of the article "The ‘Kurgan Culture’, Indo-European origins and the domestication of the horse: a reconsideration" by David W. Anthony (same issue, pp. 291-313), Current Anthropology 27-4 (1986): 305-307.
- 1987: "The Pre-Christian Religion of Lithuania", La Cristianizzazione della Lituania. Rome, 1987.
- 1988: "A Review of Archaeology and Language by Colin Renfrew", Current Anthropology 29-3 (Jul 1988): 453-456.
- "Accounting For a Great Change", critique of Archaeology and Language by C. Renfrew, London Times Literary Supplement (Jun 24-30), 1988, p. 714.
- 1990: "The Social Structure of the Old Europe. Part II", JIES 18 (1990): 225-284.
- 1992: "The Chronologies of Eastern Europe: Neolithic through Early Bronze Age", Chronologies in Old World Archaeology, vol. 1, ed. R.W. Ehrich. Chicago, London: University of Chicago Press, 1992, pp. 395-406.

### Zbrani članki
- Dexter, Miriam Robbins and Karlene Jones-Bley (eds) (1997). The Kurgan culture and the Indo-Europeanization of Europe: Selected articles from 1952 to 1993 by M. Gimbutas. Journal of Indo-European Studies monograph 18. Washington DC: Institute for the Study of Man.

### Študije v čast
- Skomal, Susan Nacev & Edgar C. Polomé (eds) (1987). Proto-Indo-European: The Archaeology of a Linguistic Problem. Studies in Honor of Marija Gimbutas. Washington, D.C.: Institute for the Study of Man.
- Marler, Joan, ed. (1997). From the Realm of the Ancestors: An Anthology in Honor of Marija Gimbutas. Manchester, CT: Knowledge, Ideas & Trends, Inc.
- Dexter, Miriam Robbins and Edgar C. Polomé, eds. (1997). Varia on the Indo-European Past: Papers in Memory of Gimbutas, Marija.  Journal of Indo-European Studies Monograph #19.  Washington, DC: The Institute for the Study of Man.